# فرانك هاجر بيجلو
فرانك هاجر بيجلو (بالإنجليزية: Frank Hagar Bigelow)‏ (28 أغسطس 1851 - 2 مارس 1924) عالم فلك أمريكي.

## السيرة الذاتية

### النشأة والتعليم
ولد بيجلو في كونكورد، ماساتشوستس. اكتسب فرانك حبه لعلوم الفلك من والدته. تلقى فرانك تعليمه الابتدائي والثانوي في مدرسة كونكور ومدرسة بوسطن اللاتينية، قبل أن يلتحق بكلية هارفارد ويتخرج منها في عام 1873. انضم بعد ذلك إلى المدرسة اللاهوتية الأسقفية في كامبريدج، ماساتشوستس. عمل لعدة سنوات كمساعد فلكي في المرصد الوطني الأرجنتيني في قرطبة.
انقطع بيجلو مرتين عن أبحاثه الفلكية. كانت الأولى في الفترة(1873-1876) لدراسة اللاهوتية بينما الثانية في الفترة (1881-1883) بعد أن أصبح رئيس الجامعة في ناتيك، ماساتشوستس. عمل بعد ذلك أستاذا للرياضيات في كلية راسين، ويسكونسن، ثم مساعد في مكتب التقويم الوطني في واشنطن العاصمة.
في عام 1891 أصبح بيجلو أستاذا للأرصاد الجوية في مكتب الولايات المتحدة للطقس في واشنطن. ومساعد رئيس جامعة سانت جون في واشنطن.

### الحياة العملية
يرتبط اسم بيجلو ارتباط وثيقا بأداة لتسجيل وتصوير النجوم مع روايات علمية تتحدث عن الهالات الشمسية، الشفق القطبي والمغناطيسية الأرضية. 

### الكتابات
يحرر بيجلو مجلة الطقس الشهرية في عام (1909-1910)، بالإضافة إلى نشره العديد من المقالات حول عمله بما في ذلك دراسة عن الهالات الشمسية نشره مؤسسة سميثسونيان في عام 1889. خصص كتاباته الأخيره عن طرق لإصلاح الغلاف الجوي وزيادة كفاءة مراكز الأرصاد.

## وصلات خارجية
- أعمال فرانك أو عن فرانك هاجر بيجلو.
- Works written by or about فرانك هاجر بيجلو at ويكي مصدر
- إطروحة الإشعاع الشمسي وباقي الظواهر الشمسية